# Вольтідо
Вольтідо (італ. Voltido) — муніципалітет в Італії, у регіоні Ломбардія,  провінція Кремона.
Вольтідо розташоване на відстані близько 400 км на північний захід від Рима, 95 км на південний схід від Мілана, 19 км на схід від Кремони.
Населення — 397 осіб (2014).

## Демографія
Населення за роками:

Станом на 1 січня 2023 року в муніципалітеті офіційно проживали 24 іноземці з 10 країн, серед них 10 громадян країн Євросоюзу та 1 громадянин України.

## Сусідні муніципалітети
- Ка'-д'Андреа
- Дриццона
- П'ядена
- Сан-Мартіно-дель-Лаго
- Солароло-Райнеріо
- Торре-де'-Піченарді